# حدوق
الحَدُّوق أو غادس أسمر هو نوع من السمك البحري ينتشر على جانبي المحيط الأطلسي الشمالي. يعتبر الحدوق من الأسماك الغذائية الشعبية ويتم اصطياده على نطاق واسع تجاريًا.
ومن السهل التعرف على سمك الحدوق عن طريق خط جانبي أسود اللون يمتد بطول الجانب الأبيض للسمكة (لذا لا يتم خلطه مع سمك البلوق الذي يتميز بعكس تلك الألوان، أي خط أبيض في جانبه الأسود) كما توجد بقعة داكنة مميزة أعلى الزعنفة الصدرية، وغالبًا ما توصف بكونها «بصمة الإبهام» أو حتى «بصمة إبهام الشيطان» أو «علامة القديس بطرس».
ومن الشائع العثور على سمك الحدوق في عمق 40 إلي 133 م، كما أن له مدى يصل لعمق 300 م (980 قدم). وينمو في درجة حرارة تتراوح ما بين درجتين إلى 10 درجات مئوية (36 إلى 50  درجة فهرنهايت). تفضل صغارها المياه الضحلة ويفضل بالغيها الأكبر حجمًا المياه الأكثر عمقًا. وبشكل عام، لا تنخرط أسماك الحدوق البالغة في التهجير كثيرًا كما تفعل الأسماك الأصغر، ولكنها تقوم بانتقالات موسمية معروفة بحدوثها عبر جميع الأعمار. ويتغذى الحدوق بشكل أولي على اللافقاريات الصغيرة، بالرغم من أن بعض أعضاء تلك العائلة الأكبر حجمًا قد يستهلكون الأسماك بين الحين والآخر.
وقد تغيرت معدلات نمو الحدوق بشكل ملحوظ على مدى الثلاثين أو الأربعين عامًا الماضية. وفي الوقت الحاضر، أصبح النمو أكثر سرعة، فيصل الحدوق إلى حجم البلوغ في وقت سابق بكثير لما كان ملاحظًا سابقًا. ومع ذلك، فإن الدرجة التي تسهم بها الأسماك الصغرى في إنجاح عملية التكاثر لا تزال غير معروفة. وعلى الرغم من ذلك، فقد تباطأ معدل نمو الحدوق في السنوات الأخيرة. وهناك دليل على أن حدوث هذا كان نتيجة التصنيف السنوي الكبير استثنائيًا في عام 2003. تحدث عملية وضع البيض ما بين شهري يناير ويونيو، وتبلغ ذروتها في أواخر مارس وأوائل أبريل. وتعد أهم مناطق وضع البيض هي المياه التي تقع قبالة وسط النرويج، وبالقرب من جنوب غرب أيسلندا، وضفاف نهر جورج. وتضع الأنثى متوسطة الحجم ما يقرب من 850,000 بيضة، وتستطيع الأنثى الأكبر حجمًا وضع عدد يصل إلى 3 ملايين بيضة سنويًا.

## طفيليات
تصاب البقلة والأنواع المتصلة به بالطفيليات. فعلى سبيل المثال تبدأ دودة البقلة، Lernaeocera branchialis حياتها كـمجدافيات الأرجل، وهي قشريات صغيرة حرة السباحة يرقة. ويُعتبر أول مضيف لدودة البقلة هو السمك المفلطح أو السمك الشائك (Lumpsucker)، والتي تمسك بها عن طريق السنانير القابضة التي توجد في مقدمة جسدها. وتخترق السمك الشائك عن طريق خيط السداة والتي تُستَخدم لمص دمها. ثم تقوم دودة البقلة التي تغذت بشكل جيد بالتزاوج على السمك الشائك.
ثم تجد أنثى الدودة بعد ذلك، ببيضها المخصب، البقلة، أو أشباهه كالحدوق أو سمك البياض. ثم تتمسك الدودة بالخياشيم بينما تتحول إلى جسم ممتلئ، جيبي، يشبه شكل الدودة، له كتلة متراكمة من خيوط البيض في المؤخرة. ويخترق الجزء الأمامي من جسم الدودة جسم البقلة حتى يدخل إلى الانتفاخ الخلفي لـقلب المضيف. وهناك، حيث تدب جذورها في الجهاز الدوري للبقلة، يتطور الجزء الأمامي للطفيلي كأفرع الشجرة، لتصل إلى الشريان الأساسي. وبتلك الطريقة، تتغذى الدودة على دماء البقلة، وتبقى منطوية بشكلٍ آمن أسفل أغطية خياشيم سمك البقلة حتى تطلق جيلاً جديدًا من الأبناء إلى المياه.

## مصائد الأسماك
يتم اصطياد الحدوق على مدار السنة، عندما تصل أحجامه إلى 1.1 م (3 قدم 7 بوصة). وبعض الطرق التي تستخدم في الصيد هي الشبكات الكيسية الدانماركية، وسفن الصيد، والخيوط الطويلة، والشبكات السَمكيّة. وقد قلَّ الصيد التجاري للحدوق في أمريكا الشمالية بشكلٍ ملحوظ في السنوات الأخيرة ولكنها تتعافى الآن مع وجود معدلات مطوعة تسبح حيث كانت تاريخيًا منذ فترة الثلاثينيات وإلى فترة الأربعينيات.
في عام 2010، أضافت منظمة السلام الأخضر الدولية سمك الحدوق للقائمة الحمراء للمأكولات البحرية. «والقائمة الحمراء للمأكولات البحرية لمنظمة السلام الأخضر الدولية هي قائمة بالأسماك التي يشيع بيعها في الأسواق في أنحاء العالم، والتي تعاني خطرًا محدقًا بسبب قرب نفاذ مصادرها في مصائد الأسماك غير المستدامة.»

## الحدوق بوصفه غذاء
سمك الحدوق هو سمك غذائي ذو شعبية كبيرة، ويباع طازجًا، أو مدخنًا، أو مجمدًا، أو معلّبًا على نطاق ضيق. ويعتبر سمك الحدوق، بالإضافة إلى سمك البقلة وسمك موسى، من أكثر الأسماك شعبية في أكلة السمك والبطاطا البريطانية.
ويتميز الحدوق بلحم أبيض ونظيف ويمكن طهيه بنفس طريقة طهي سمك البقلة. ويمكن تحديد مدى نضارة قطع الحدوق عن طريق ملاحظة مدى تماسكه، حيث تكون السمكة الطازجة متماسكة، كما يجب أن تكون قطع السمك شفافة، بينما تتحول القطع الأقدم إلى اللون الطباشيري. وغالبًا ما يباع الحدوق الطازج وقطع سمك البقلة كأسماك سكرود (البقلة الصغيرة) في بوسطن، ماساتشوستس؛ ويرمز ذلك إلى أحجام الأسماك التي لديها أحجام متباينة، مثل السكرود (صغير البقلة)، وأسماك الأسواق، وسمك البقر. ويعد الحدوق هو نوع السمك السائد في اسكتلندا في عشاء السمك. وهو أيضًا المكون الأساسي في كرات السمك النرويجية (fiskeboller).
وبخلاف سمك البقلة، فإن سمك الحدوق لا يملّح جيدًا وغالبًا ما يتم حفظه عن طريق التجفيف أو التدخين.
ويعد تدخين سمك الحدوق من الأشياء عالية التكرير في غريمسبي. يتم إنتاج سمك غريمسبي المدخن التقليدي (الحدوق بشكل أساسي، وأحيانًا البقلة) في بيوت تدخين سمك تقليدية في غريمسبي، وغالبًا ما تكون أشغالاً تديرها عائلات تطورت مهاراتها عبر الأجيال. يحصل سوق غريمبسي للسمك على احتياجه من الحادوق من شمال شرق الأطلسي، من أيسلندا، والنرويج، والفارو بشكلٍ أساسي. وتدار مناطق الصيد تلك بإدارة مستدامة ولم يُرَ انخفاض نطاق واسع من الأرصدة السمكية التي ترى في مياه الاتحاد الأوروبي.
ومن أشكال الحدوق الشعبية هو فينان هادي (Finnan Haddie) الذي سمي باسم قرية الصيد فينان أو فندون (Finnan or Findon) في اسكتلندا، حيث أصل تدخينه بشكل بارد على الخث. وغالبًا ما يقدم فينان هادي مسلوقًا في الحليب على الإفطار.
تنتج مدينة آربرواث (Arbroath) التي تقع على الساحل الشرقي لاسكتلندا سمك الأربرواث المدخن (Arbroath Smokie). وهو سمك حادوق مدخن على الحرارة ولا يتطلب مزيدًا من الطهو قبل تناوله.
ويتميز سمك الحادوق المدخن باللون الأبيض الضارب للصفرة بشكلٍ طبيعي؛ وغالبًا ما يكون مصبوغا بالصفرة، مثل باقي الأسماك المدخنة. ويعد سمك الحادوق مكون ضروري في الطبق الإنجليزي الهندي الكيدغيري (Kedgeree).